# Burgilis curta
Burgilis curta är en insektsart som först beskrevs av Jean Guillaume Audinet Serville 1838.  Burgilis curta ingår i släktet Burgilis och familjen vårtbitare. Inga underarter finns listade i Catalogue of Life.